# Brigades du Baas
Les Brigades du Baas (arabe : كتائب البعث, Katā'ib al-Baʿth) sont une milice du régime syrien fondée en 2012 pendant la guerre civile syrienne. Elles forment la branche armée du Parti Baas syrien.

## Effectifs et commandement
Les brigades du Baas sont fondées par Hilal al-Hilal, secrétaire général adjoint du Parti Baas. Elles compteraient 10 000 combattants, en majorité des sunnites pro-régime ayant fui des zones conquises par les rebelles.
La milice est dirigée par Hilal al-Hilal de 2012 à 2015, puis par Ammar Saati, deux figures du parti unique au pouvoir, le parti Baas, tous deux sont placés sous sanctions internationales. Omar al-Aroub, proche de Bachar el-Assad, seconde Saati,, mais n'est, quant à lui, pas placé sous sanctions.
Selon Enab Baladi, les membres de la milice « reçoivent de l'argent et des privilèges de sécurité en échange de leur combat aux côtés des forces d'Assad », dont une carte facilitant le passage des check-points ; de plus, le régime s'engage à comptabiliser la durée des combats dans la période de service militaire obligatoire.

## Zones d'opérations
Les brigades du Baas sont formées au début de la bataille d'Alep. Le gouvernorat d'Alep reste la zone où elles sont les plus actives, mais d'autres unités sont formées à Damas, Lattaquié, Tartous, Hassaké, Deraa, et probablement encore dans d'autres lieux,.
La milice participe à la répression des manifestations et de la contestation, en 2012, et notamment à l'Université d'Alep, où des étudiants opposés au régime sont assassinés. Fin 2013, elle est également déployée dans la région de Damas pour venir en aide aux forces armées syriennes et aux services de renseignement.